# Gravity and Extreme Magnetism SMEX
Gravity and Extreme Magnetism SMEX (GEMS) war ein geplantes Weltraumteleskop der NASA für den Röntgenbereich. Weil Kostenüberschreitungen erwartet wurden, wurde der Bau nicht genehmigt. Es sollte die Polarisation der Röntgenstrahlung kosmischer Quellen messen.

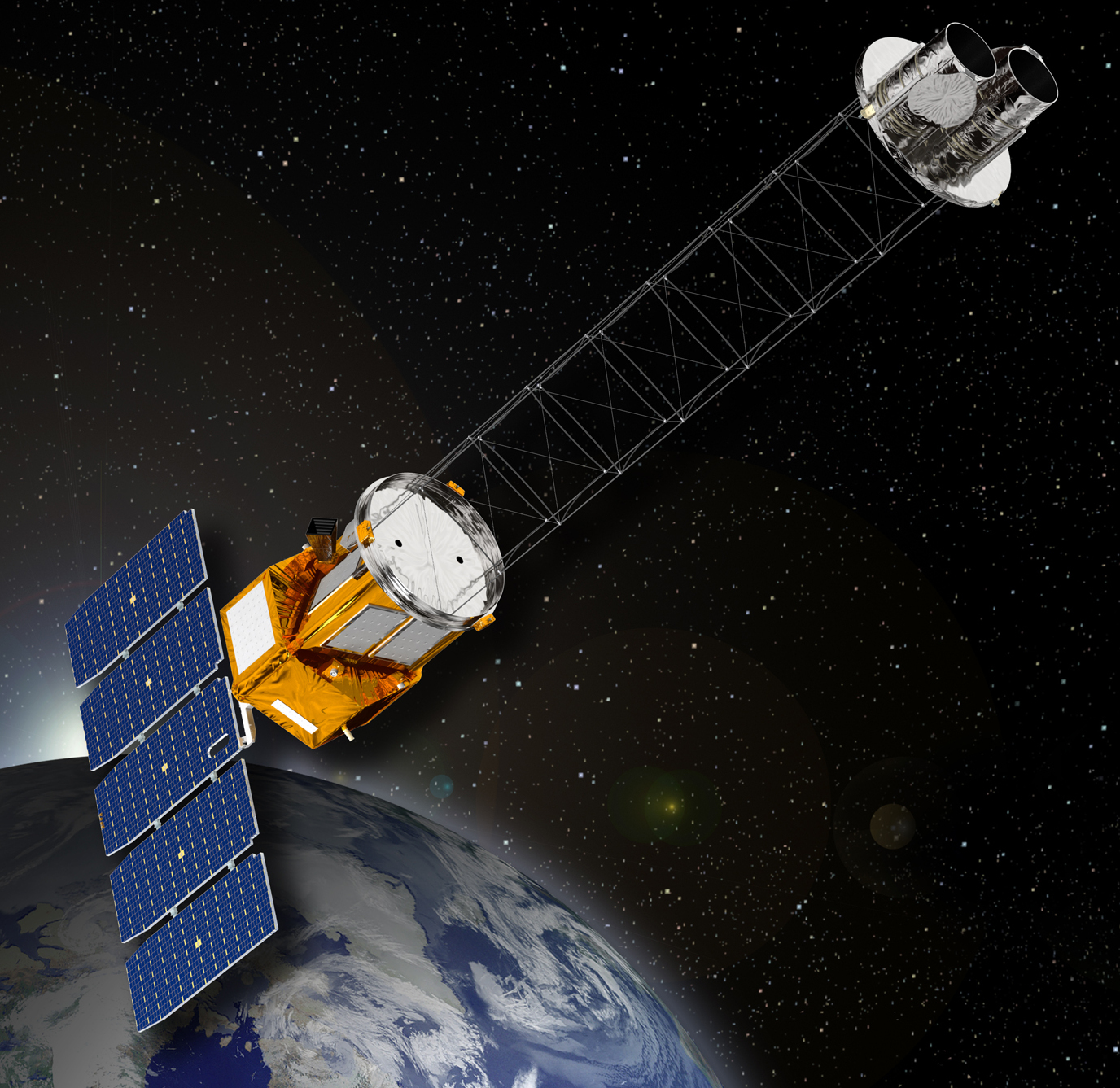
Künstlerische Darstellung von GEMS (Thermische Abschirmung des Optik-Auslegers ausgelassen)

GEMS wurde als einer von sechs Vorschlägen für Small Explorer (SMEX) Satelliten der NASA seit
Mai 2008 studiert und wurde als eines von zwei verbleibenden Projekten im Juni 2009 in die Definitionsphase überführt. Der Start mit einer Pegasus-Rakete in eine niedrige Erdumlaufbahn sollte nicht vor Sommer 2014 erfolgen. Die geplante Missionsdauer hätte neun Monate mit Verlängerungsmöglichkeit auf zwei Jahre betragen. Als SMEX-Mission sollen die Kosten 105 Millionen USD (Preisstand 2008, ohne Startkosten) nicht überschreiten.
Bisher wurde Polarisation kosmischer Röntgenstrahlung erst von einer Quelle, dem Krebsnebel, gemessen. Mit mehr als hundertfach verbesserter Empfindlichkeit für Polarisation sollte GEMS viele neue Quellen erreichen. Damit sollte einströmende Materie und die Krümmung der Raumzeit in der Nähe von Schwarzen Löchern untersucht werden. Weitere wissenschaftliche Ziele wären das Verhalten von Materie in den extremen Magnetfeldern einiger Neutronensterne (Magnetare) und die Beschleunigung kosmischer Strahlung durch Supernovaüberreste gewesen.

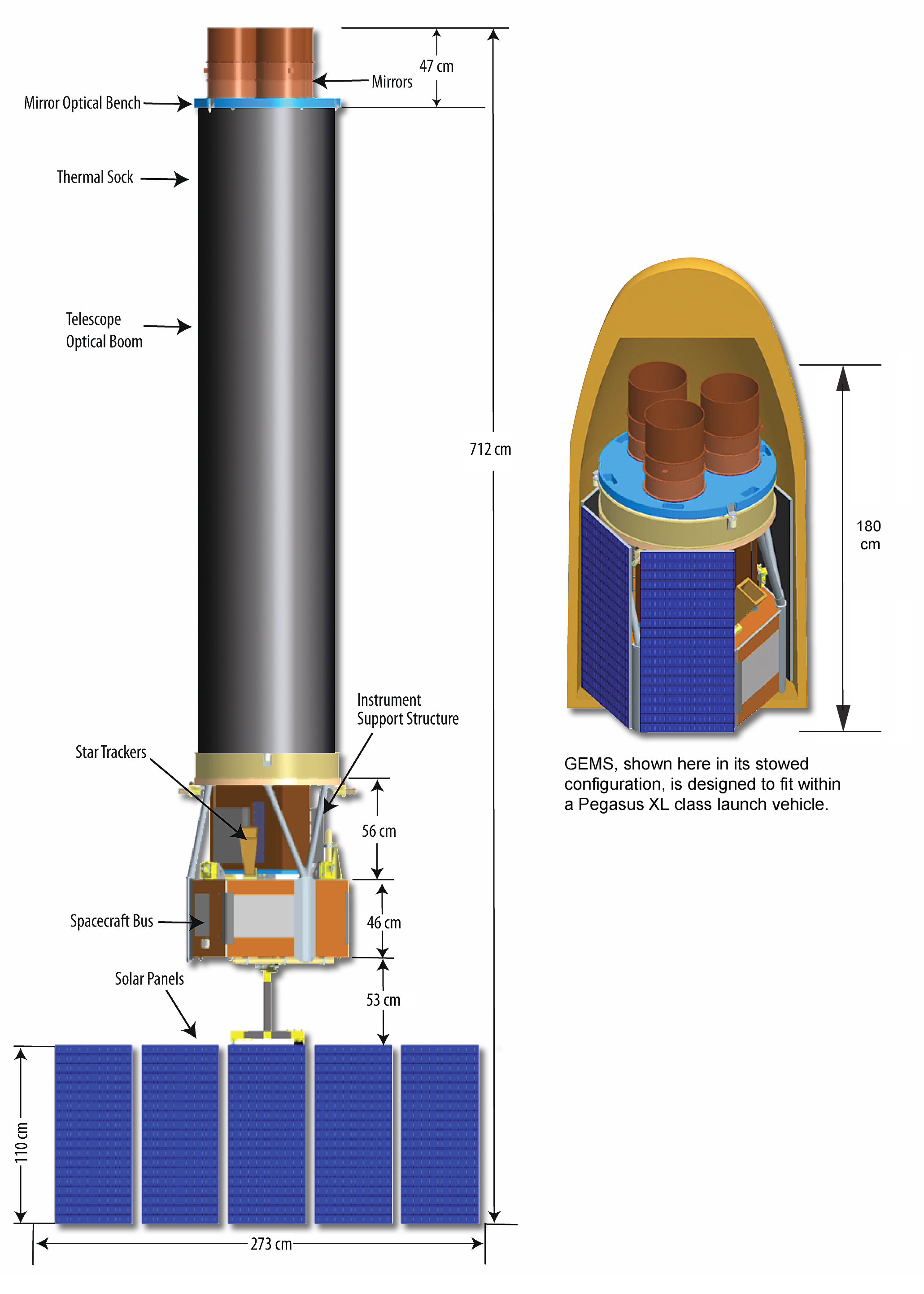
Aufbau von GEMS (links: entfaltet im Orbit; rechts: Konfiguration während des Starts)
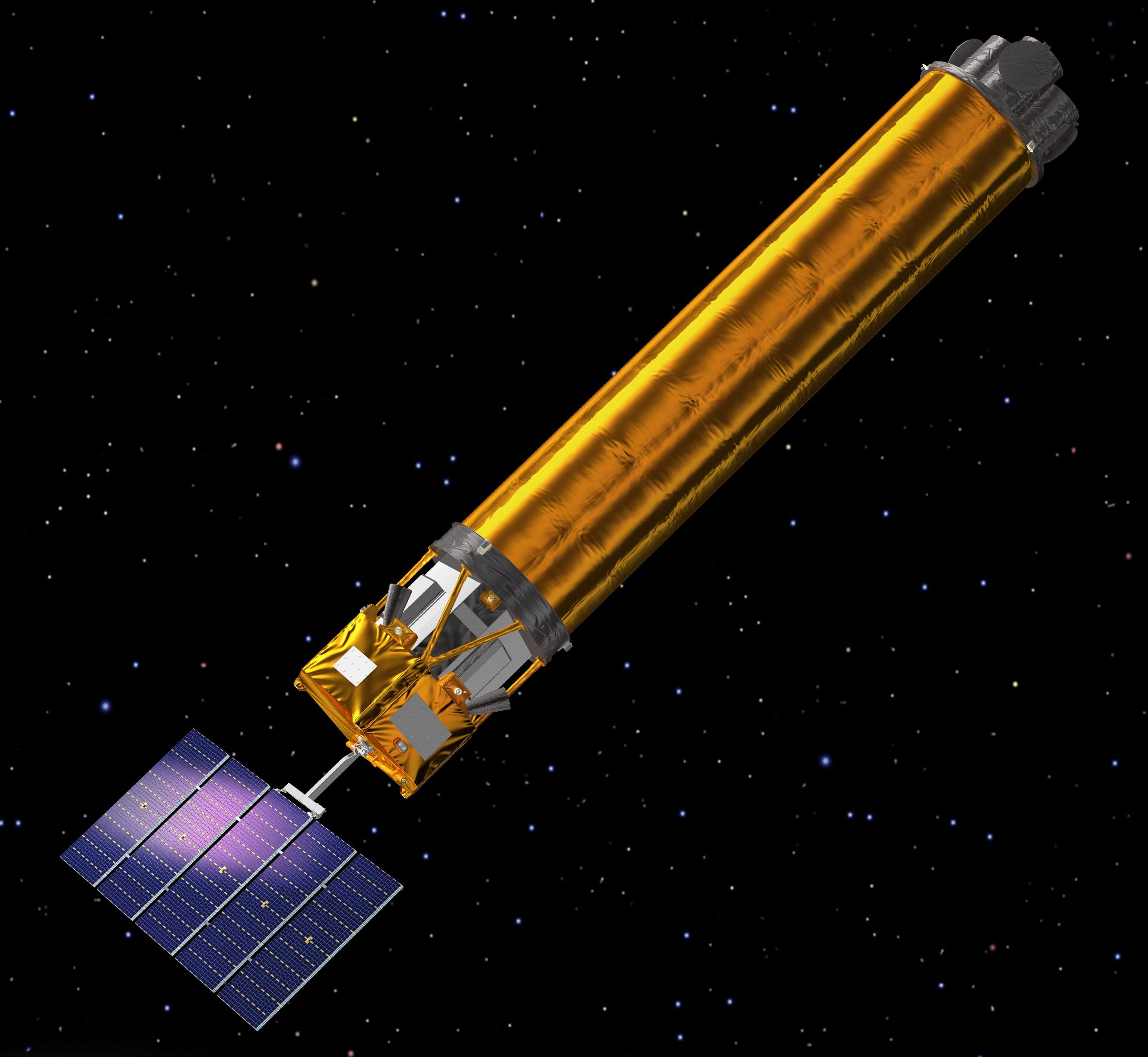
Darstellung von GEMS im Orbit (mit thermischer Abschirmung)
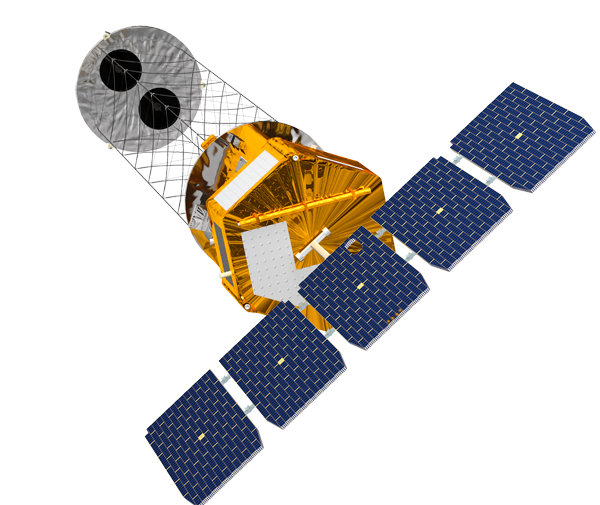
GEMS von hinten (ohne thermische Abschirmung)

## Quelle
1. ↑  Stephen Clark: NASA abandons budget-busting X-ray telescope. Spaceflight Now, 7. Juni 2012, abgerufen am 13. Juni 2012 (englisch).